# David Green
David Michael Green (ur. 28 lutego 1960 w Brisbane) – australijski jeździec sportowy, złoty medalista olimpijski z Barcelony. 
Sukcesy odnosił we Wszechstronnym Konkursie Konia Wierzchowego. Brał udział w trzech igrzyskach (IO 88, IO 92, IO 96). W 1992 wywalczył złoto w konkursie drużynowym. Startował wtedy na koniu Duncan II. Jego żoną była Lucinda Green, jeźdźczyni i medalistka olimpijska w barwach Wielkiej Brytanii.